# Hvožďany (stará tvrz)
Stará hvožďanská tvrz stávala na blíže neznámém místě v obci Hvožďany v okrese Příbram.

## Historie
Kdy tvrz vznikla a kdy zanikla není známo. Roku 1359 vlastnil statek Oldřich z Hvožďan, z čehož se dá usuzovat, že tehdy musela tvrz existovat. Roku 1413 je jako majitel uveden Beneš z Třemšína a roku 1483 bratři Obytečtí z Obytec. Někdy kolem roku 1525 získal od Bohuslava Vyduny z Obytec statek Jindřich Koupský z Břízy. Jindřich zemřel roku 1539 a o tři roky později 1542 si jeho dcery statek rozdělily. V té době je zmiňována pouze nová tvrz.
Místo, kde tvrz stála, se dosud nepodařilo spolehlivě lokalizovat, ale je možné, že stávala v prostoru hospodářského dvora. Nejčastěji bývá umisťována do míst západní obdélné budovy dvora nové tvrze. Zde se nacházejí klenuté interiéry, objekt je také podsklepen a zachovala se zde stará studna. Na katastrální mapě z roku 1837 je však na sever od kostela svatého Prokopa zachycený oválný útvar o průměru mezi 40–50 metry, na němž stojí novodobá zástavba. Je totiž možné, že mapa vychází z doby před rozparcelováním útvaru. Existuje ovšem také teorie, že v místech staré tvrze dnes stojí domy čp. 82 a čp. 88, fara a škola. Tomu by nasvědčoval fakt, že ještě v roce 1837 vlastnili tyto pozemky lnářští majitelé hvožďanského dvora.[zdroj⁠?!]